# DigixArt
DigixArt Entertainment SAS est une société de développement de jeux vidéo basée à Montpellier, en France. Fondée par Yoan Fanise, le réalisateur de Soldats inconnus : Mémoires de la Grande Guerre, la société est surtout connue pour avoir développé 11-11 : Memories Retold et Road 96.

## Histoire
Le studio a été fondé en avril 2015 par Yoan Fanise,, qui a précédemment travaillé chez Ubisoft Montpellier pendant 14 ans. Après le succès de son précédent projet, Soldats inconnus : Mémoires de la Grande Guerre, qui a obtenu plusieurs victoires aux British Academy Games Awards, Fanise a décidé de créer sa propre société pour développer des jeux indépendants. Le studio a été nommé d'après "tenth art", le nom d'un prix que Fanise et son équipe ont remporté pour leur travail sur Soldats inconnus. Lors de sa création, le studio comptait 6 personnes au total, ainsi que quelques sous-traitants. L'objectif de Fanise était de créer des jeux significatifs à un rythme plus rapide que celui qu'il pourrait atteindre dans un studio triple A.
Le studio a mis neuf mois pour développer son premier titre, un jeu de rythme intitulé Lost in Harmony. Ce jeu est le fruit d'une collaboration avec le chanteur Wyclef Jean. Fanise avait déjà travaillé sur Just Dance, et a décidé que l'équipe utiliserait Lost in Harmony pour faire découvrir aux joueurs l'histoire de la musique classique. Le jeu a reçu des critiques généralement positives à sa sortie. Le projet suivant de DigixArt était une collaboration avec Aardman Animation appelée 11-11 : Memories Retold. Comme Soldats inconnus, 11-11 est un jeu vidéo d'aventure narratif qui se déroule pendant la Première Guerre mondiale. Le développement du jeu a duré 18 mois, et le jeu a été publié par l'éditeur Bandai Namco Entertainment en novembre 2018, deux jours avant le centenaire de l'armistice. Le jeu suivant de la société était Road 96. La première du jeu aux Game Awards a attiré des éditeurs qui souhaitaient acquérir la société. Alors que le studio était initialement en pourparlers avec Koch Media pour publier Road 96, la société mère de l'éditeur allemand, Embracer Group, a entièrement acquis DigixArt, aux côtés de sept autres studios pour 300 millions de dollars en août 2021,,.
En mars 2022, leur jeu Road 96 remporte cinq prix à la cérémonie des Pégases, dont le titre de meilleur jeu vidéo indépendant.

## Jeux
| Année   | Titre                  | Plateformes                                 |
| ------- | ---------------------- | ------------------------------------------- |
| 2016    | Lost in Harmony        | Windows, iOS, Nintendo Switch               |
| 2018    | 11-11: Memories Retold | Windows, PlayStation 4, Xbox One            |
| 2021    | Road 96                | Windows, Nintendo Switch                    |
| 2023    | Road 96 : Mile 0       | Windows, Xbox, Playstation, Nintendo Switch |
| À venir | Tides of Tomorrow      | Windows                                     |